# Jens Martin Gurr
Jens Martin Gurr (* 29. Oktober 1974 in Hamburg) ist Professor für britische Kultur- und Literaturwissenschaft und Chair des Departments British Anglophone Literature and Culture an der Universität Duisburg-Essen in Essen.
Seit 2008 ist er außerdem Sprecher des Profilschwerpunktes Urbane Systeme der Universität Duisburg-Essen.

## Leben
Gurr studierte Anglistik und Germanistik (M.A.) an der Universität Mannheim und wurde 1999 an der Gerhard-Mercator-Universität Duisburg mit einer Arbeit über Lawrence Sternes Tristram Shandy und die Dialektik der Aufklärung (Anglistik/Literaturwissenschaft) mit summa cum laude promoviert. Anschließend arbeitete er von 1999 bis 2003 als Unternehmensberater bei der Beratungsfirma Booz Allen Hamilton. 2003 wurde er dann an der Universität Duisburg-Essen habilitiert. Dort wirkte er als Privatdozent und hält seit 2007 nach einigen Berufungen zu Gast- und Vertretungsprofessuren im In- und Ausland den Lehrstuhl für Britische Literatur- und Kulturwissenschaft inne.

## Forschung
Gurr veröffentlichte zahlreiche wissenschaftliche Beiträge zu aktuellen Forschungsfragen in der anglophonen Literatur- und Kulturwissenschaft und ist häufig als Referent zu literatur- und kulturwissenschaftlichen sowie hochschulpolitischen Themen geladen.
Zu seinem Forschungsschwerpunkt zählen:
- Contemporary Anglophone fiction
- Literary and cultural theory
- The politics of identity
- Urban studies
- Literary and cultural history
- 18th-century British literature
- British Romanticism

In letzter Zeit trat er insbesondere durch sein Wirken als Mitbegründer und Sprecher des interdisziplinären Profilschwerpunkts Urbane Systeme der Universität Duisburg-Essen hervor.
Das Medieninteresse an dem Forschungsbereich ist groß.
Das angegliederte Promotionsprogramm ARUS wird durch den DAAD gefördert.